# Groß Boden
Groß Boden là một đô thị thuộc huyện Lauenburg, trong bang Schleswig-Holstein, nước Đức. Đô thị Groß Boden có diện tích 2,7 km², dân số thời điểm 31 tháng 12 năm 2006 là 210 người.